# Шумска школа
Шумска школа је српска дечја луткарска серија који је режирао Никола Булатовић за РТС 2. Рађена је у маниру ранијих луткарских серија РТС-а, попут Лаку ноћ, децо. Снимано је око хиљаду нарочито 145 епизода.

## Радња
Шумска школа, како јој и само име говори, одвија се у шуми где стари храст, познати као Дрвени или Уча који покушава да уз помоћ својих мудре и помало застареле помоћнице, Сове, образује шумски живаљ и тако значење уздигне своју шуму над свим осталим. Школовање не иде тако лако јер чланови шарених дружина, Маца, опседнута својом лепотом и елеганцијом, Меда, којег стално јуре пчеле, Пингвин, који је, путујући са Јужног пола својој стрини, застава у шуми, Лопта и Оловка које је изгубила нека ђачка екскурзија, Пас, шумски чувар и школски редар, и вечито сумњичави Црв схватају градиво различитим темпом и различито га тумаче. Осим тога, обиље необичних и обичних догађаја их одваја од учења којем се зато стално враћају.

## Улоге
| Глумац              | Улога                    |
| ------------------- | ------------------------ |
| Милан Антонић       | Куца (дијалози), Пингвин |
| Мирољуб Турајлија   | Црв                      |
| Мина Лазаревић      | Маца                     |
| Валентина Павличић  | Оловка                   |
| Снежана Нешковић    |                          |
| Ана Симић Кораћ     |                          |
| Никола Булатовић    | Меда, Куца (песме)       |
| Небојша Миловановић |                          |
| Бојана Тушуп        |                          |